# Ifjúságügy
Az Ifjúságügy a gazdasági társadalmi változások felgyorsulásával, a fejlődéshez legrugalmasabban alkalmazkodó ifjúsági korosztályok súlya megnőtt, a posztindusztriális társadalmakban megjelent az ifjúság mint önálló kategória. 1968 után az ifjúságügy jelentése átalakult, levált az oktatás kistestvére értelmezési keretről. Ma két fő filozófia húzódhat meg a társadalomban: tekinthet az ifjúságra, mint a rossz hatásoktól védelmezni kívánt csoportra és tekinthet mint erőforrásra, mint lehetőségre. 
Probléma vagy lehetőség az ifjúság?
Az ifjúsági generációkat inkább gyermeknek (nem egyenrangúnak) tekintő országokban e korosztályok potenciális problémaként jelennek meg: veszélyben lévő, védeni szükséges korcsoportként. Máshol (ahol a generációkat szinte felnőttként – a szó egyenrangú értelmében - kezelik) inkább erőforrásként jelennek meg, akiket fejleszteni, támogatni kell. Az országok társadalmi, gazdasági fejlődés tekintetében is eltérő és tetten érhető a két szemlélet: az „ifjúság, mint erőforrás” kép a stabilitás, a gazdasági növekedés és szociális reformok időszakában jelenik meg, míg az „ifjúság, mint probléma” kép olyan periódusokban kerül előtérbe, amikor gazdasági krízis, politikai instabilitás a jellemző.
Amikor az ifjúságot társadalmi erőforrásnak tekintik, akkor ezen erőforrások fejlesztése, növekedése és ösztönzése képezi az ifjúsági munka, ifjúsági szakma legfőbb célját. (A skandináv országokban a korosztályokra, mint erőforrásra tekintenek, és a fejlődési folyamatot hangsúlyozzák, amit a társadalom támogat. Ezekben az országokban a legfőbb ifjúsági probléma a társadalmi, közéleti részvétel hiánya.)
Az ifjúság, mint probléma megközelítése háromféle módon jelenhet meg: a társadalmi beilleszkedéssel kapcsolatos problémák, a részvétellel kapcsolatos gondok, valamint a kulturális és szociális devianciákkal kapcsolatos problémák formájában. A mediterrán országokban, Franciaországban és Nagy Britanniában a legfőbb probléma az ifjúsági életszakasz meghosszabbodása (posztadoleszcens), a társadalmi kirekesztettség, valamint azok a veszélyek, amelyekkel szembe kell nézni a felnőtté válás átmeneti periódusában. A kormányzat ezen országokban az ifjúsági korosztályokra, mint potenciális problémára tekint.
A harmadlagos szocializáció?
Az ifjúsági korosztályokat ma már alapvetően három hatáscsoport éri: a család, az iskola (munka) és a szabadidős szféra mintái. Az elsődleges szocializációs terep: a család és a másodlagos szocializációs terep: az iskola (óvoda, munka), mellé felzárkózik egy harmadlagos (szabadidős) szocializációs terep (az egyén életében is ilyen sorrendben jelentkezve): a kortárscsoportok (mint nem mesterségesen hierarchizált, egyenrangú csoportok), plázák, internet, a média, a kisközösségi együttműködés stb. világa. E harmadlagos terep az ifjúságügy területe. Az oktatás(munka) és családüggyel foglalkozó nagy intézményrendszerek sem képesek, és nem is feladatuk a harmadik, jórészt önszerveződő, önkéntességen alapuló „láb” kiváltására.
Az ifjúsági korosztályok
Korosztályi szempontból a már önmagukért felelősséget vállalni képességtől, a kortárscsoport szerepének megjelenésétől (a pszichológia ezt a fogalmat átpártolásnak nevezi, azaz a leválás jellegzetessé válásával) a már nem csak önmagáért való felelősségvállalásig (munkahely, családalapítás stb.) (kb 8-10 évestől1 kb 25-30 évig) tartozókat értjük az ifjúsági korosztályokhoz.
Az ifjúsági korosztályokon belül az alábbi három viszonylag homogén korcsoport között tettünk különbséget.
a gyerekeket (kb. 8–kb.14 ), akik még alapvetően a szülőhöz-tanárhoz kötődnek,
a serdülőket (kb. 15–kb.18), akiknél legintenzívebben jelentkezik a kortársakhoz való kötődés,
és a fiatalokat (kb. 19–kb. 30), akik a társakhoz, barátokhoz (esetleg eszményekhez, értékekhez) kötődnek.
 Az ifjúsági szakma, ifjúsági munka és a horizontális ifjúsági tevékenységek
A modell középpontjában maga az egyén (illetőleg közössége) áll, akiről az ifjúsági tevékenység tulajdonképpen szól. 
Az első hagymahéjon belül azon tevékenységek találhatók, amelyek közvetlen szereplője az egyén (közösség). E megközelítés a vertikális ifjúsági munka. 
Ifjúsági munkának nevezzük mindazokat a tevékenységeket, amelyek az ifjúsági korosztályok és a velük közvetlen kapcsolatban lévő szereplők közötti interakciókban jelennek meg. Az érintett korosztályok élethelyzetéből adódó sajátos problémáinak megoldását, társadalmi részvételük kialakítását segítő, az ő részvételükre és sajátos szakmai eszközrendszerre alapozó társadalom-, közösség- és perszonális fejlesztő, segítő munka. Az ifjúsági munka kulcsszavai: énkép kiteljesítés, önismeret, öntevékenység, közösségi párbeszéd, csoportszocializáció, kihívásokra való felkészítés, szabadidős tevékenységek, informális tanulás. A kifejezés egyesíteni hivatott a felnőtté válást (elő)segítő mindenféle foglalatosságot a születéstől felnőtt korig az úgynevezett harmadlagos szocializációs terepen (a család és az iskola mellett). Az ifjúsági munka cselekvési tere (ideje) a szabadidős idősáv, amelyhez önkéntesen lehet csatlakozni (szemben a másik két szocializációs tereppel, amely adottság, ill. kötelező). Az ifjúsági munka leginkább a fejlesztés irányát magukban hordozó tényezőkhöz kapcsolódik (személyiség, közösség, csoport-, terület-, település-fejlesztés…) mindezek a támogatás, az újítás és megújulás előjelét, ígéretét, és szükségletét mutatják, mint ahogy a „helyzetbe hozás”, bátorítás, bevonás fogalmai is. Magában foglalja a szolidaritás, a különbözőségek elfogadásának aktív képessége és készsége (és ennek részeként az empátia fejlesztése) fogalomköreit. Az ifjúsági munka feladata az ifjak szükségleteinek felismertetése, kielégítése. Szolgáltatási kínálata annyiban különbözik az üzleti világ ifjúsági szolgáltatásaitól, hogy (elvben) bárki számára hozzáférhető, ún. alacsony- küszöbű szolgáltatás, azaz igénybevétele nem függ pénzügyi vagy egyéb előzetes feltételektől.Az ifjúsági munka területei esetében  tehát azokat a terepeket vesszük számba, ahol szorosan az ifjúsági generációkkal magukkal, azok tagjaival kapcsolatban történik tevékenység. 
Az ifjúsági szakma területeinek nevezzük jelen esetben azokat a szegmenseket, ahol a közvetlen munkánál elvonatkoztatottabb módon - az absztrakció egy magasabb szintjén - folyik érdekükben a munka.  
A külső hagymahéj a horizontális ifjúsági megközelítés terepe, az ifjúsági tevékenységek határterületei, a más szakmához történő kapcsolódások találhatók itt. Bármi ide tartozik, aminek ifjúsági vonatkozása van, így ifjúságügy a tandíjhitel, a Gyes, a gyermekétkeztetés, az ifjúsági kultúra, az ifjúsági média stb. (horizontális megközelítés).
Az ifjúsági munka területei
1.	Részvétel: bevonódás, demokrácia, emberi jogok, 
2.	Jövőtervezés (életstratégia, karriertervezés, LLL),
3.	Egyéni autonómia (önkifejezés, önmegvalósítás, önfejlesztés), 
4.	Informális tanulás az ifjúsági tevékenységekben,
5.	Személyes ifjúságsegítő tevékenység,
6.	Ifjúsági közösségfejlesztő tevékenység,
7.	Ifjúsági szolgáltató tevékenység,
8.	Ifjúsági projektek menedzselése,
9.	Interkulturális tanulás,
10.	Önkéntesség,
11.	Virtuális ifjúsági munka .
Az ifjúsági szakma területei
1.	Ifjúsági tevékenységek jogi keretei,
2.	Ifjúsági kutatások,
3.	Ifjúsági stratégia és cselekvési terv készítése, valamint monitoringja,
4.	Ifjúságszakmai rendszerek,- képzés, egyeztetés a szakmával, Erőforrások és feltételek biztosítása
5.	Nemzetközi ifjúsági tevékenység,-egyeztetés nemzetközzel
6.	Civil ifjúsági tevékenység. – egyeztetés a korosztállyal, civilekkel
Horizontális ifjúsági tevékenységek
1.	A család, az elsődleges szocializációs közeg és a színtér esetleges sérülése (gyerek-fiatal a családban, leválás a családról, családalapítás, gyermek- és ifjúságvédelem) 
2.	Tanulás és környezete - az iskola, mint másodlagos szocializációs közeg, a közeg esetleges sérülése (alapfokú oktatás, középfokú oktatás, szakképzés, felsőoktatás, felnőttoktatás-képzés, élethosszig tartó tanulás, nemformális képzések). 
3.	A munka világa (foglalkoztatottság, önfoglalkoztatás, munkanélküliség, idősödő társadalom-nyugellátás).
4.	Egészségvilág (egészséges életmód, sport, függőségek, turizmus, egészségügyi rendszer és fiatalok).
5.	A fiatal mint fogyasztó (fogyasztás, kultúra, média).
6.	Fiatalok és identitás (nemzettudat, európaiság, ifjúság és lokalitás, lakhatás-migráció, vallásosság, politikai szocializáció).
7.	Marginalizálódás (szegénység-szociálpolitika, akadályozottak, fogyatékkal élők, kisebbségi lét).
8.	Deviancia (áldozattá válás, bűnmegelőzés, bűnözés).
9.	Élhető környezet (fizikai környezet, humán környezet, információs környezet).